# Volvariopsis
Volvariopsis is een geslacht van schimmels behorend tot de familie Pluteaceae.

## Soorten
Volgens Index Fungorum telt het geslacht twee soorten (peildatum februari 2023):
| Soortnaam              | Auteur(s) | Publicatiejaar |
| ---------------------- | --------- | -------------- |
| Volvariopsis earleae   | Murrill   | 1917           |
| Volvariopsis floridana | Murrill   | 1938           |